# Ilha Grande de Santa Isabel
A Ilha Grande de Santa Isabel é um bairro localizado na cidade de Parnaíba, no Piauí.

## Localização
A Ilha Grande de Santa Isabel é um bairro localizado na cidade de Parnaíba-PI. Lá se tem o acesso da Praia Pedra do Sal e da cidade de Ilha Grande do Piauí (Morros da Mariana). A comunidade está situada a 326 km de Teresina, no extremo norte do Piauí. É a maior e mais importante ilha do Delta do Parnaíba.

## História
Esse é um dos bairros que apresenta o maior número de cultura da cidade de Parnaíba, Bumba-meu-boi(Novo Fazendinha), Grupos Culturais de Dança(Raízes do Nordeste) e outros, além de artesanato e uma hospitalidade que não tem igual.
A ligação do Centro da Cidade de Parnaíba ao Bairro de Ilha Grande de Santa Isabel(Fazendinha) se faz com um dos monumentos históricos da cidade, que é a Ponte de Simplício Dias da Silva, onde passa o Rio Igaraçu, braço direito do Rio Parnaíba. A Ilha Grande de Santa Isabel divide-se em quatro comunidades, Fazendinha(Centro da Ilha Grande de Santa Isabel), Vazantinha, Alto do Moreno e Bairro Vermelho.

## Artesanato
Por estar situada em um local com abundancia de carnaúba árvores típicas da região , moradores locais fazem proveito de tudo que esta planta os oferece, desde de sua raiz, seus frutos para extração de óleo e sua fibras,  As fibras retiradas da palha de carnaúba constituem a principal matéria-prima com que os artesãos de Ilha Grande de Santa Isabel , no município de Parnaíba/PI trabalham e executam expressivos trabalhos artesanais.
O trabalho com as palhas de carnaúba pelos artesões dessa região é bastante apreciado pelos turistas, onde encontram diversas produtos feitos dessa matéria prima como, redes, chapéus, cestas decorações  e muitos outros contribuindo assim para o comércio local e a disseminação dessa cultura a outras regiões do Brasil e do mundo.